# 송기인
송기인(베드로, 宋基寅, 1938년 9월 24일 ~ )은 대한민국 가톨릭교회 신부, 대학 교수이다. 본관은 여산(礪山)이다.
부산 출생으로 1959년 동래원예고등학교, 1970년 가톨릭대학교 신학과를 졸업했다, 1972년 사제품을 받은 송신부는 당시 암울한 정치 현실에 침묵하지 않고, 정의구현전국사제단에 참여해 반독재 투쟁의 선봉에 섰다. 이후 본당 사목을 맡고 부산교회사 연구소 소장으로 재직하면서도 민주화와 인권운동에 관련된 일에 앞장섰다.
1989년 8월 부마항쟁 10돌을 앞두고 부산민주항쟁기념사업회를 설립하여 언론인이자 시인인 임수생 선생과 함께 공동회장을 맡았으며 이사장을 지냈다. 그는 이 사업회를 통해 부산민주공원 조성(1999년 10월 16일 개관)을 위해 적극적으로 노력했다.
진실과화해를위한과거사정리위원회 초대 위원장을 지냈으며, 부산교회사연구소 소장을 맡고 있다.
노무현의 정신적 지주, 문재인의 멘토, 부산·경남 민주화운동의 대부로 불린다.
2005년 12월 27일자로 사목(司牧)직에서 은퇴 후 조선 최초의 천주교 희생자 김범우의 묘가 있는 삼랑진읍에서 능참봉을 자처하며 지내고 있다.

## 경력
- 2005년 12월 1일 ~ 2007년 11월 30일 : 진실과화해를위한과거사정리위원회 초대 위원장
- 2005년 : 동아대학교 석좌교수 (철학)
- 2000년 : 민주화운동정신계승 부산연대 공동대표
- 민족문제연구소 지도위원, 이사
- 부산민주항쟁기념사업회 이사장
- 1973년 이후 부산 전포성당·구포성당·삼랑진성당·당감성당·신선성당·서대신동성당 주임신부
- 1972년 12월 사제 서품

## 수상
- 2004년 친선외교상장 (중화민국 정부)
- 2002년 국민훈장 모란장·황조근정 훈장

## 기타
노무현은 1982년 미 문화원 방화사건때 송기인 신부와 운동권의 후견인과 변호사로 처음 만나 1986년 부산 당감성당에서 부인과 함께 세례(세례명 유스토, 권양숙은 아델라)를 받았으나, 실제로 성당에는 잘 나가지 않았다고 한다.
진실과화해를위한과거사정리위원회 위원장으로 재직하면서 2006년 11월 말 한 해 동안 받은 급여 9,700만원을 민족문제연구소에 기부하고, 2007년 11월 30일 위원장 직을 물러나면서도 그 해 받은 급여 1억여원도 모두 기부했다.

## 같이 보기
- 천주교정의구현전국사제단